# Ханс Херман
Ханс Херман (на немски: Hans Herrmann) е бивш пилот от Формула 1. Роден на 23 февруари 1928 г. в Щутгарт, Германия.

## Формула 1
Ханс Херман прави своя дебют във Формула 1 в Голямата награда на Германия през 1953 г. В световния шампионат записва 22 състезания и печели десет точки, качва един път на подиума и прави една най-бърза обиколка. Състезава се за шест различни отбора.